# جيف سميث (لاعب كرة قدم مواليد 1935)
جيف سميث (بالإنجليزية: Jeff Smith)‏ هو لاعب كرة قدم بريطاني في مركز ظهير ‏، ولد في 8 ديسمبر 1935 في Chapeltown, South Yorkshire ‏ في المملكة المتحدة. لعب مع شيفيلد يونايتد ونادي لينكولن سيتي.